# Flisa (vattendrag)
Flisa är en älv i Elverums, Vålers och Åsnes kommuner i Innlandet fylke i sydöstra Norge. Den utgör en östlig biflod till älven Glomma. Den egentliga Flisa börjar vid sammanflödet mellan Ulvåa och Halåa (som delvis flyter på svenska sidan av gränsen) och har en längd av 55 kilometer. Avrinningsområdet är 1649 km² och det genomsnittliga vattenflödet är 23 m/s.
Älven rinner först söderut, nära svenska gränsen, för att sedab svänga västerut och mynna ut i älven Glomma strax söder om tätorten Flisa. Den tar emot vatten av Kynna från väster och av Vermundåa från Vermundsjøen från öster.
Flisa bildar flera forsar, men har en obetydlig potential för vattenkraft.